# Lukas Pachner
Lukas Pachner (Vienna, 5 dicembre 1981) è uno snowboarder austriaco.

## Biografia
In Coppa del Mondo ha esordito il 14 marzo 2015 a Veysonnaz (53ª).
Nel 2018 ha preso parte ai XXIII Giochi olimpici invernali a Pyeongchang venendo eliminato nelle batterie e concludendo in trentanovesima posizione nella gara di snowboard cross.

## Palmarès

### Coppa del Mondo
- Miglior piazzamento nella Coppa del Mondo di snowboard cross: 10º nel 2021
- 3 podi:
  - 3 secondi posti